# Aeroportul Los Chiles
Aeroportul Los Chiles (IATA: LSL, ICAO: MRLC) este un aeroport din Provincia Alajuela, Costa Rica ce deservește zona Los Chiles⁠(d). A fost numit după zona deservită.
Situat la o altitudine de 42 m, aeroportul dispune de o singură pistă.